# Felicissimus und Agapitus

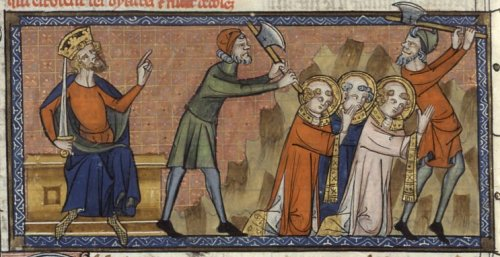
Martyre de saint Sixte II et de ses diacres. (Cote: Français 185, Fol. 96v. Vies de saints, France, Paris)

Felicissimus und Agapitus († 258) waren zwei christliche Märtyrer und Heilige.
Felicissimus und Agapitus waren Diakone des ebenfalls heiliggesprochenen Papstes Sixtus II. Während der Christenverfolgung unter Kaiser Valerian wurden sie als Märtyrer 258 zusammen mit Sixtus II. durch Enthauptung hingerichtet. Ihre Körper wurden in der Praetextatkatakombe an der Via Appia beigesetzt. Papst Damasus I. ließ am Grab der Märtyrer ein Epitaph anbringen. Er umgab die ursprüngliche Begräbnisstätte mit einer aufwendigen Rahmenarchitektur in Form eines Scheinbaldachin. Im unteren Teil des Baldachins ließ Damasus eine Marmorinschrift anbringen. In der Grabkammer befindet sich auch eine kleine Platte aus phrygischem Marmor, in der die Namen der beiden Heiligen eingeritzt wurden. Die Gebeine von Felicissimus und Agapitus wurden von Papst Gregor IV. an Abt Gozbald von Niederaltaich verschenkt. Die Reliquien wurden in der Folge in seiner Kirche in Isarhofen untergebracht. Die Marmorinschrift von Papst Damasus I. wurde 1927 beim Abbruch der Kirche San Nicola de’ Cesarini am Largo di Torre Argentina entdeckt, wo sie als Teil des Bodenbelags gedient hatte.
Für das Jahr 839 ist eine Übertragung der Reliquien zum Stift Vreden überliefert.
Der Festtag der heiligen Felicissimus und Agapitus ist der 6. bzw. 7. August. Aus der Kunst ist eine Darstellung im Stuttgarter Passionale um 1120 erhalten, die die beiden Heiligen als Diakone mit Papst Sixtus II. als Kephalophore zeigt.